# Taichū (tỉnh)

Tỉnh Taichū (1925)

Tỉnh Taichū (viết đầy đủ: 台中州/臺中州; Taichū-shū; Hán-Việt: Đài Trung Châu) là một đơn vị hành chính ở Đài Loan được Nhật Bản thành lập vào năm 1920 trong thời kỳ Đài Loan thuộc Nhật. Tỉnh này bao trùm địa phận hiện tại của thành phố Đài Trung và hai huyện Chương Hóa, Nam Đầu. Tỉnh lỵ đặt tại thành phố Taichū, chính là thành phố Đài Trung ngày nay, và Taichū cũng là chính là nguồn gốc của tên gọi Đài Trung khi lấy từ Kanji sang tiếng Hoa. Tòa hành chính tỉnh hiện là tòa thị chính Đài Trung.
Tỉnh Taichū là nơi xảy ra sự kiện Vụ Xã (霧社事件) vào năm 1930, là một cuộc nổi loạn lớn cuối cùng chống lại lực lượng Đế quốc Nhật Bản tại Đài Loan.

## Dân số
Thống kê dân số thường trú tại tỉnh Taichū vào năm 1941:
| Tổng dân số                                     | 1.380.187 |
| ----------------------------------------------- | --------- |
| Người Nhật                                      | 46.371    |
| Người Đài Loan                                  | 1.329.620 |
| Người Triều Tiên                                | 333       |
| Điều tra dân số năm 1941 (năm Chiêu Hòa thứ 16) |           |

## Phân cấp hành chính

### Thành phố và quận
Năm 1945 (Chiêu Hòa thứ 20), có 2 thành phố và 11 quận.
| Thành phố (市 shi) | Thành phố (市 shi) | Thành phố (市 shi) | Quận (郡 gun) | Quận (郡 gun) | Quận (郡 gun) |
| Tên                | Kanji              | Kana               | Tên           | Kanji         | Kana          |
| ------------------ | ------------------ | ------------------ | ------------- | ------------- | ------------- |
| Thành phố Taichū   | 台中市             | たいちゅうし       | Quận Daiton   | 大屯郡        | だいとんぐん  |
| Thành phố Taichū   | 台中市             | たいちゅうし       | Quận Toyohara | 豐原郡        | とよはらぐん  |
| Thành phố Taichū   | 台中市             | たいちゅうし       | Quận Tōsei    | 東勢郡        | とうせいぐん  |
| Thành phố Taichū   | 台中市             | たいちゅうし       | Quận Taikō    | 大甲郡        | たいこうぐん  |
| Thành phố Shōka    | 彰化市             | しょうかし         | Quận Shōka    | 彰化郡        | しょうかぐん  |
| Thành phố Shōka    | 彰化市             | しょうかし         | Quận Inrin    | 員林郡        | いんりんぐん  |
| Thành phố Shōka    | 彰化市             | しょうかし         | Quận Hokuto   | 北斗郡        | ほくとぐん    |
| Thành phố Shōka    | 彰化市             | しょうかし         | Quận Nantō    | 南投郡        | なんとうぐん  |
| Thành phố Shōka    | 彰化市             | しょうかし         | Quận Niitaka  | 新高郡        | にいたかぐん  |
| Thành phố Shōka    | 彰化市             | しょうかし         | Quận Nōkō     | 能高郡        | のうこうぐん  |
| Thành phố Shōka    | 彰化市             | しょうかし         | Quận Takeyama | 竹山郡        | たけやまぐん  |

### Thị xã và làng
Quận được chia thành thị xã (街, nhai) và làng (庄, trang):
| Quận            | Tên             | Kanji  | Ghi chú                                                        |
| --------------- | --------------- | ------ | -------------------------------------------------------------- |
| Daiton 大屯郡   | Làng Ōsato      | 大里庄 | Đại Lý ngày nay                                                |
| Daiton 大屯郡   | Làng Muhō       | 霧峰庄 | Vụ Phong ngày nay                                              |
| Daiton 大屯郡   | Làng Ōtaira     | 大平庄 | Thái Bình ngày nay                                             |
| Daiton 大屯郡   | Làng Hokuton    | 北屯庄 | Bắc Đồn ngày nay                                               |
| Daiton 大屯郡   | Làng Saiton     | 西屯庄 | Tây Đồn ngày nay                                               |
| Daiton 大屯郡   | Làng Nanton     | 南屯庄 | Nam Đồn ngày nay                                               |
| Daiton 大屯郡   | Làng Ujitsu     | 烏日庄 | Ô Nhật ngày nay                                                |
| Toyohara 豐原郡 | Thị xã Toyohara | 豐原街 | Phong Nguyên ngày nay                                          |
| Toyohara 豐原郡 | Làng Kamioka    | 神岡庄 | Thần Cương ngày nay                                            |
| Toyohara 豐原郡 | Làng Daiga      | 大雅庄 | Đại Nhã ngày nay                                               |
| Toyohara 豐原郡 | Làng Naiho      | 內埔庄 | Hậu Lý ngày nay                                                |
| Toyohara 豐原郡 | Làng Tansi      | 潭子庄 | Đàm Tử ngày nay                                                |
| Tōsei 東勢郡    | Thị xã Tōsei    | 東勢街 | Đông Thế ngày nay                                              |
| Tōsei 東勢郡    | Làng Isioka     | 石岡庄 | Thạch Cương ngày nay                                           |
| Tōsei 東勢郡    | Làng Shinsha    | 新社庄 | Tân Xã ngày nay                                                |
| Tōsei 東勢郡    | Khu bản địa     | 蕃地   | Hòa Bình ngày nay                                              |
| Taikō 大甲郡    | Thị xã Taikō    | 大甲街 | Đại Giáp ngày nay                                              |
| Taikō 大甲郡    | Thị xã Kiyomizu | 清水街 | Thanh Thủy ngày nay                                            |
| Taikō 大甲郡    | Thị xã Gosei    | 梧棲街 | Ngô Thê ngày nay                                               |
| Taikō 大甲郡    | Làng Gaiho      | 外埔庄 | Ngoại Bộ ngày nay                                              |
| Taikō 大甲郡    | Làng Daian      | 大安庄 | Đại An, Đài Trung ngày nay                                     |
| Taikō 大甲郡    | Làng Sharoku    | 沙鹿庄 | Sa Lộc ngày nay                                                |
| Taikō 大甲郡    | Làng Tatsui     | 龍井庄 | Long Tĩnh ngày nay                                             |
| Taikō 大甲郡    | Làng Taito      | 大肚庄 | Đại Đỗ ngày nay                                                |
| Shōka 彰化郡    | Thị xã Rokkō    | 鹿港街 | Lộc Cảng ngày nay                                              |
| Shōka 彰化郡    | Thị xã Wabi     | 和美街 | Hòa Mỹ ngày nay                                                |
| Shōka 彰化郡    | Làng Sensai     | 線西庄 | Tuyến Tây và Thân Cảng ngày nay                                |
| Shōka 彰化郡    | Làng Hukkō      | 福興庄 | Phúc Hưng ngày nay                                             |
| Shōka 彰化郡    | Làng Shūsui     | 秀水庄 | Tú Thủy ngày nay                                               |
| Shōka 彰化郡    | Làng Kadan      | 花壇庄 | Hoa Đàn ngày nay                                               |
| Shōka 彰化郡    | Làng Hun'en     | 芬園庄 | Phân Viên ngày nay                                             |
| Shōka 彰化郡    | Shōka           | 彰化街 | Nâng lên thành phố vào năm 1933. Thành phố Chương Hóa ngày nay |
| Shōka 彰化郡    | Làng Ōtake      | 大竹庄 | Bãi bỏ năm 1933, nhập vào thành phố Shōka                      |
| Shōka 彰化郡    | Làng Nankaku    | 南郭庄 | Bãi bỏ năm 1933, nhập vào thành phố Shōka                      |
| Inrin 員林郡    | Thị xã Inrin    | 員林街 | Viên Lâm ngày nay                                              |
| Inrin 員林郡    | Thị xã Keko     | 溪湖街 | Khê Hồ ngày nay                                                |
| Inrin 員林郡    | Thị xã Tanaka   | 田中街 | Điền Trung ngày nay                                            |
| Inrin 員林郡    | Làng Ōmura      | 大村庄 | Đại Thôn ngày nay                                              |
| Inrin 員林郡    | Làng Hoen       | 埔鹽庄 | Phố Diêm ngày nay                                              |
| Inrin 員林郡    | Làng Hashin     | 坡心庄 | Phố Tâm ngày nay                                               |
| Inrin 員林郡    | Làng Eisei      | 永靖庄 | Vĩnh Tĩnh ngày nay                                             |
| Inrin 員林郡    | Làng Shatō      | 社頭庄 | Xã Đầu ngày nay                                                |
| Inrin 員林郡    | Làng Nisui      | 二水庄 | Trấn Nhị Thủy ngày nay                                         |
| Hokuto 北斗郡   | Thị xã Hokuto   | 北斗街 | Bắc Đấu ngày nay                                               |
| Hokuto 北斗郡   | Thị xã Jirin    | 二林街 | Nhị Lâm ngày nay                                               |
| Hokuto 北斗郡   | Làng Tao        | 田尾庄 | Điền Vĩ ngày nay                                               |
| Hokuto 北斗郡   | Làng Hitō       | 埤頭庄 | Bì Đầu ngày nay                                                |
| Hokuto 北斗郡   | Làng Sunayama   | 沙山庄 | Phương Uyển ngày nay                                           |
| Hokuto 北斗郡   | Làng Ōshiro     | 大城庄 | Đại Thành ngày nay                                             |
| Hokuto 北斗郡   | Làng Chikutō    | 竹塘庄 | Trúc Đường ngày nay                                            |
| Hokuto 北斗郡   | Làng Keishū     | 溪州庄 | Khê Châu ngày nay                                              |
| Nantō 南投郡    | Thị xã Nantō    | 南投街 | Thành phố Nam Đầu ngày nay                                     |
| Nantō 南投郡    | Thị xã Sōton    | 草屯街 | Thảo Đồn ngày nay                                              |
| Nantō 南投郡    | Làng Chūryō     | 中寮庄 | Trung Liêu ngày nay                                            |
| Nantō 南投郡    | Làng Nama       | 名間庄 | Danh Gian ngày nay                                             |
| Niitaka 新高郡  | Thị xã Shūshū   | 集集街 | Tập Tập và Thủy Lý ngày nay                                    |
| Niitaka 新高郡  | Làng Gyochi     | 魚池庄 | Ngư Trì ngày nay                                               |
| Niitaka 新高郡  | Khu bản địa     | 蕃地   | Tín Nghĩa ngày nay                                             |
| Nōkō 能高郡     | Thị xã Hori     | 埔里街 | Phố Lí ngày nay                                                |
| Nōkō 能高郡     | Làng Kokusei    | 國姓庄 | Quốc Tính ngày nay                                             |
| Nōkō 能高郡     | Khu bản địa     | 蕃地   | Nhân Ái ngày nay                                               |
| Takeyama 竹山郡 | Thị xã Takeyama | 竹山街 | Trúc Sơn ngày nay                                              |
| Takeyama 竹山郡 | Làng Shikatani  | 鹿谷庄 | Lộc Cốc ngày nay                                               |